# Émile-David Turrian
Émile-David Turrian, né le 26 avril 1869 à Montblesson et mort le 21 avril 1906 à Paudex, est un peintre suisse.

## Biographie
Émile-David Turrian naît le 26 avril 1869 à Montblesson d'un père enseignant et d'une mère originaire de la vallée de Joux. Il est originaire de Château-d'Œx. Handicapé à un bras, il est ambidextre,.
Il est tout d'abord lithographe avant d'entamer des études de peinture à l'école des Beaux-Arts de Genève en 1888, puis il travaille à Paris dans l'atelier de Luc-Olivier Merson. En 1895, 1896 et 1902, il se rend à Kiev, dans l'empire russe pour rendre visite à son frère aîné,. Ce voyage lui inspire de nombreux croquis et tableaux « représentant des coins de la steppe, des types de moujiks et des intérieurs de cabane ».
Après avoir vécu à Lausanne, Syens et Corcelles-le-Jorat, il s'installe à Paudex en 1905.
Il meurt subitement le 21 avril 1906, quelques mois après s'être marié.
Il a deux frères dont l'un s'est installé dans l'actuelle Ukraine.

## Œuvres

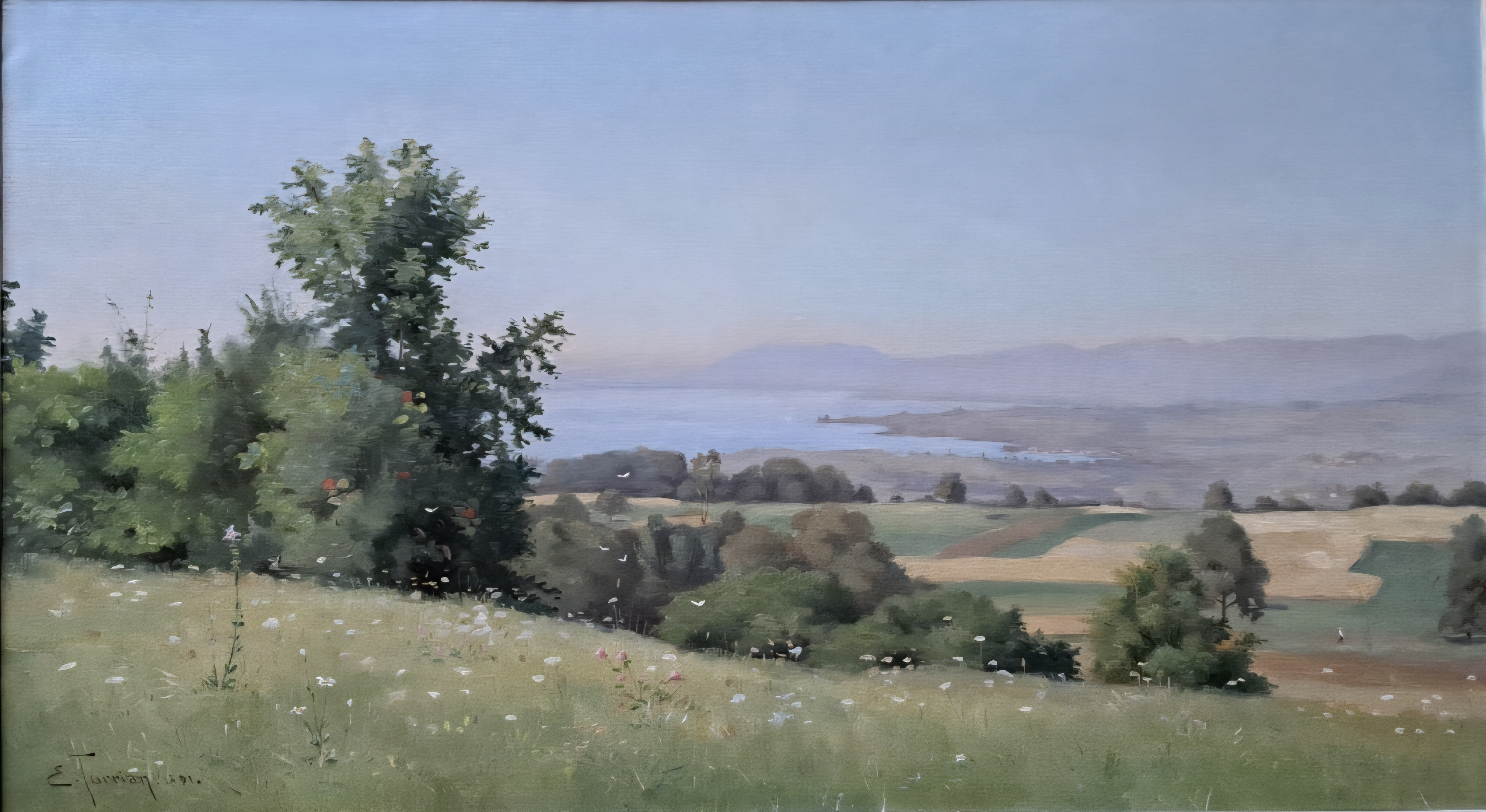
Peinture à l'huile d'Emile-David Turrian de 1891 avec une vue du lac Léman près de Saint-Sulpice (Lac Léman, Suisse).

Entre 1895 et 1896, Émile-David Turrian effectue, sur mandat du canton de Vaud des gravures d'environ 400 temples et églises du canton. D'autres œuvres illustrent les façades du bourg de Moudon, le pont Saint-Éloi, ainsi que deux portraits emblématiques : La belle de Moudon et La fillette blonde albinos de Corcelles-le-Jorat. À cela s’ajoutent de nombreuses peintures de paysages, notamment autour du Léman, dans la vallée de Joux et issues de ses voyages en Russie.
Outre les cartes postales, les caricatures, les vitraux et les décorations de théâtre, il entretient également des contacts avec Max de Geymüller et René Morax. Ce dernier a écrit une nécrologie après sa mort.